# ماشوویچه
ماشوویچه (به صربی: Mašoviće) یک منطقهٔ مسکونی در صربستان است که در سینیتسا واقع شده‌است. ماشوویچه ۱۱۹ نفر جمعیت دارد.